# Todra (Fluss)
Der Oued Todra (auch Oued Todgha geschrieben) ist der wichtigste Fluss der Provinz Tinghir in der Region Drâa-Tafilalet und einer der wichtigsten Flüsse im südlichen Marokko. In den Sommermonaten, d. h. von Mai bis Oktober führt er normalerweise kein Wasser mehr.

## Verlauf
Der Talschluss, der dem Niederschlagswasser des Todra den längsten Talweg eröffnet, liegt auf der Südostseite eines markanten Gebirgsgrats im Hohen Atlas, der das Talsystem des Todra von dem nordwestlich angrenzenden Talsystem des Dades scheidet. Der Talschluss liegt auf einer Höhe von 2920 m etwa zwischen dem Irhil n’ Tissent (3088 m) im Norden und dem Jebel Tiguioelt (2793 m) auf dem südlich parallel laufenden Gebirgskamm. Über dem Talschluss liegt nach Osten der Übergang zum Azahar N'Sidi Bou Yacoub, der sich mit dem Oued Rheris vereinigt, und nach Norden der Übergang zum Talsystem des Dades. 
Nach etwa 9 Kilometer Talweg durchbricht der Todra auf dem Weg nach Süden in einem tief eingeschnittenen Canyon den Gebirgsgrat westlich des Jebel Tiguioelt. Danach erreicht er eine weite Talsenke, in der er sich etwa fünf Kilometer nordöstlich des Berberdorfs Tamtattouchte mit mehreren anderen Quellbächen vereinigt. Dieses Dorf passiert der Todra bei Talkilometer 28. 
Bald darauf verengt sich das Tal wieder zum Durchbruch durch eine letzte Bergkette des Atlasgebirges und schlängelt sich durch die eindrucksvolle Felslandschaft der Todra-Schlucht, deren engsten Abschnitt der Todra etwa bei Kilometer 49 erreicht. Sodann öffnet sich die Landschaft zu einer Flussoase und bei Kilometer 61 ist die Provinzhauptstadt Tinghir erreicht. Die Oasenlandschaft endet bei Kilometer 82 in Höhe von Ait Assa Ou Brahim. 
Nun wendet sich das Tal nach Osten, den Fuß der Djebel Sarhro-Gebirgskette begleitend, und bewässert die Oase von Tinejdad (Kilometer 120). Auf halber Strecke nach Erfoud mündet er etwa 10 km östlich des Ortes Ksar Ba Touroug und nach 164 Kilometer Talweg in den Oued Rheris, der – parallel zum Oued Ziz – normalerweise spätestens in der Oasenlandschaft des Tafilalet versickert. Nach – äußerst selten vorkommenden – extrem starken oder langanhaltenden Regenfällen vereinigen sich der Oued Rheris und der Oued Ziz südlich des Tafilalet zum Oued Daoura, der in der südmarokkanischen oder algerischen Steinwüste versickert.
Nach der Mündung seines Nebenflusses Ifegh, ändert er auf den meisten Karten seinen Namen in Oued Ferkla.

## Hydrometrie
Die Abflussmenge des Todra wurde an der Mündung, über die Jahre 1973 bis 1991 in m³/s gemessen.
Es ist anzumerken, dass diese Mittelwerte im hydrologischen Jahr 90/91 zum Teil vervierfacht wurden.

## Sehenswürdigkeiten

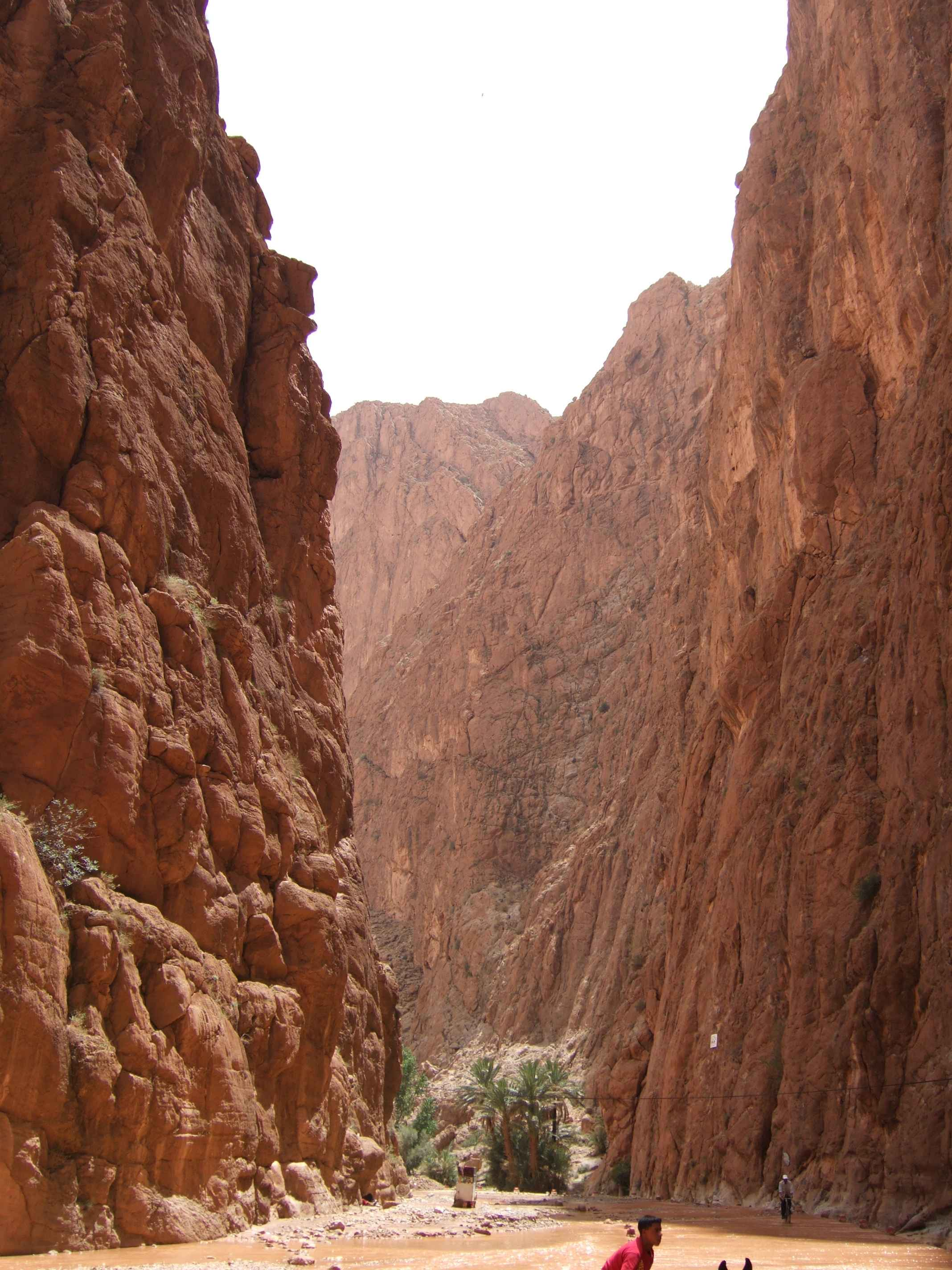
Ausgang der Todra-Schlucht

Die Todra-Schlucht zählt zu den landschaftlichen Höhepunkten im Süden Marokkos. Aber auch die grünen Oasen entlang des Flusses sind – vor allem im Frühjahr – äußerst eindrucksvoll.